# Callicera
Callicera là một chi ruồi trong họ Syrphidae.